# Stefan Klein (Politiker)

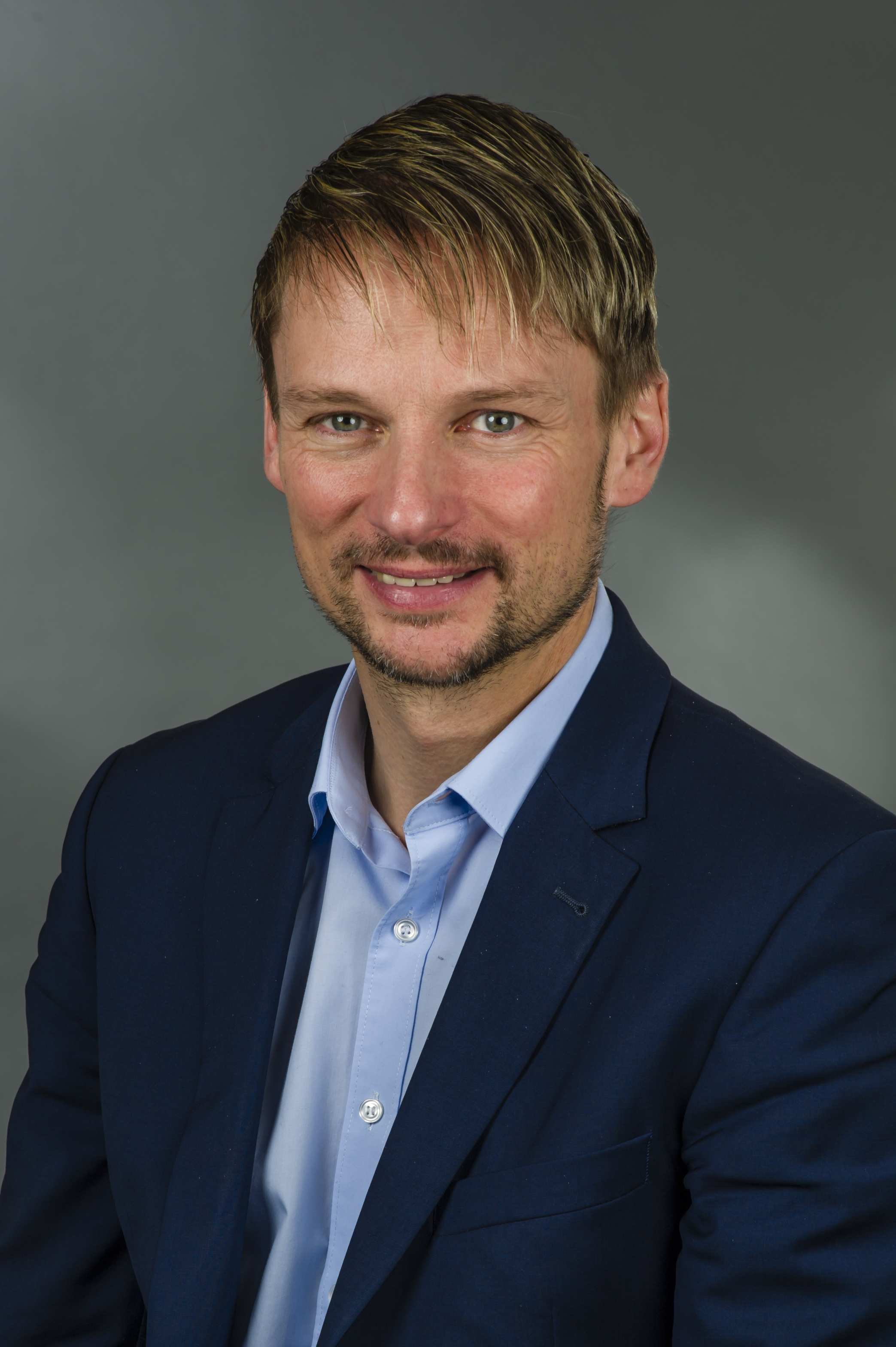
Stefan Klein 2018

Stefan Klein (* 28. November 1970 in Salzgitter) ist ein deutscher Politiker (SPD) und seit 26. Februar 2008 Abgeordneter des Niedersächsischen Landtags.

## Leben
Nach dem Realschulabschluss absolvierte Stefan Klein eine Ausbildung zum Verwaltungsfachangestellten bei der Stadt Salzgitter und arbeitete dort bis 1994. Dann besuchte er das Fachgymnasium Wirtschaft in Salzgitter und machte 1997 das Abitur. Im Jahr 2005 schloss er ein Studium der Politikwissenschaften, Soziologie und Rechtswissenschaften an der Technischen Universität Braunschweig ab. Vom Jahr 2003 bis zur Wahl in den Landtag 2008 war Klein als Gewerkschaftssekretär bei Ver.di in Braunschweig tätig. Er ist Mitglied des Sozialverbandes Deutschland, der Arbeiterwohlfahrt (AWO) und des Kinderschutzbundes. Klein ist verheiratet und hat zwei Kinder.
Neben seiner Arbeit als Politiker ist Klein stellvertretender Vorsitzender des Aufsichtsrates der Sport- und Freizeit Salzgitter GmbH und Mitglied im Kuratorium des CJD Salzgitter.
Am 25. Oktober 2009 wurde Klein zum Vorsitzenden des 'Spendenparlament Salzgitter für Kinder und Jugendliche e.V.' gewählt.
Stefan Klein gilt als Initiator und Gründungsmitglied des Vereins.

## Politik
Klein ist seit dem Jahr 1998 Mitglied der SPD. Er ist stellvertretender Vorsitzender der SPD Salzgitter-Lebenstedt.
Seit dem Jahr 2001 ist er Ratsherr und seit 2006 Bürgermeister der Stadt Salzgitter. Von 2009 bis 2013 war Klein Vorsitzender der SPD-Ratsfraktion Salzgitter.
Seit dem Jahr 2008 ist er Mitglied des Niedersächsischen Landtages. Bei den Landtagswahlen 2008, 2013, 2017 und 2022 errang er stets das Direktmandat im Wahlkreis Salzgitter, jeweils mit über 48 % der Erststimmen. 
In den Jahren 2013 bis 2017 (17. Legislatur) war er Mitglied im Landtagspräsidium und Mitglied im Ausschuss für Wirtschaft, Arbeit und Verkehr. Im gleichen Zeitraum war er Schriftführer des Niedersächsischen Landtages. Seit Mai 2020 war er baupolitischer Sprecher der SPD-Landtagsfraktion.
Seit 2022 ist er Vorsitzender des Ausschusses für Wirtschaft, Verkehr, Bauen und Digitalisierung des Niedersächsischen Landtages.